# Serie Mundial Amateur de Béisbol de 1942
La V Serie Mundial Amateur de Béisbol se llevó a cabo en La Habana, Cuba del 26 de septiembre al 20 de octubre de 1942.

## Hechos destacados
- Estados Unidos se retiró del torneo con registro de 2-6 a falta de 4 juegos.

## Ronda Única
| Posición | Equipo               | Ganados | Perdidos |
| -------- | -------------------- | ------- | -------- |
| 1        | Cuba                 | 10      | 2        |
| 2        | República Dominicana | 9       | 3        |
| 3        | Venezuela            | 7       | 5        |
| 4        | México               | 2       | 10       |
| 5        | Estados Unidos       | 2       | 10       |

| Cuba          |
| Campeón Cuba  |
| Tercer título |